# Torneios Zonais
Torneios Zonais são competições organizadas pela FIDE como um estágio para a disputa do Campeonato Mundial de Xadrez.  Os torneios Zonais são disputados pelos enxadristas melhores colocados nos campeonatos nacionais dos países membros da FIDE.  Países grandes como a Rússia já servem como uma zona para a competição enquanto países pequenos são agrupados para tornar a disputa competitiva.
Desde que foi criado, o número de zonas têm aumentado devido a filiação de outros países a FIDE.